# Лион, Луис де
Луис де Лион (собственно Хосе Луис де Леон Диас; исп. Luis de Lion, José Luis de León Díaz, 19 августа 1939, Сан-Хуан-дель-Обиспо, Сакатепекес — 6 июня 1984 года, место смерти неизвестно) — гватемальский писатель.

## Биография
Из семьи индейцев какчикель. Отец служил полицейским и сумел дать сыну образование: Хосе Луис получил в Гватемале диплом учителя начальной школы. Работал в разных регионах страны, затем получил место в университете Сан-Карлоса в Гватемале. Член Гватемальской партии труда. Открыл в родном городе небольшую библиотеку, где учил соседей грамоте.
15 мая 1984 года, в ходе гражданской войны в Гватемале, был арестован группой вооруженных людей в штатском и увезен на автомобиле без номерных знаков в неизвестном направлении. О его судьбе было неизвестно до 1999 года, когда в печати появился список 200 расстрелянных секретными службами («батальоны смерти»), где он фигурировал под номером 135; так была установлена дата его гибели. В 2005 году правительство Оскара Бергера признало вину государства в смерти писателя и распорядилось открыть мемориальный музей в доме, где он родился.

## Творчество
Выпустил несколько книг стихов и рассказов, но наиболее известен опирающейся на мифологию майя повестью Время начинается в Шибальбе, опубликованной в 1985, многократно переизданной и переведенной на несколько языков.

## Книги
- Los Zopilotes, рассказы (Editorial Landivar, 1966)
- Su segunda muerte, рассказы (Editorial Nuevo Siglo, 1970)
- Poemas del volcán de Agua, стихи (1980)
- Pájaro en mano (Editorial Serviprensa Centroamericana, 1985)
- El tiempo principia en Xibalbá, повесть (Editorial Serviprensa Centroamericana, 1985; 4-е изд. 2013, итал. пер. 1994, англ. пер. 2012)
- La puerta del cielo y otras puertas (Editorial Artemis Edinter, 1998)
- Poemas del volcán de Fuego, стихи (Bancafé, 1998)
- Los zopilotes y Su segunda muerte, две первые книги рассказов (Ediciones del Pensativo, 2009)